# ДСТУ 3008:2015
ДСТУ 3008:2015 — «Інформація та документація. Звіти у сфері науки і техніки. Структура та правила оформлювання» — державний стандарт України, що встановлює загальні вимоги до звітів у галузі науки й техніки. Застосовується для оформлення дисертацій, дипломних і курсових робіт, наукових публікацій.
Розробники: Український інститут науково-технічної і економічної інформації; Технічний комітет стандартизації «Інформація і документація» (ТК 144).
Прийнято на заміну ДСТУ 3008-95. Набув чинності 1 липня 2017 р.

## Застосування стандарту
Стандарт може бути застосовано для оформлення звітів про результати теоретичних та/або прикладних досліджень, науково-дослідницьких, дослідно-конструкторських, дослідно-технологічних робіт.
На основі положень і вимог цього стандарту розроблені і розробляються нормативні та методичні документи, які встановлюють вимоги до оформлення:
- дисертаційних робіт;[2][3][відсутнє в джерелі]
- магістерських та бакалаврських робіт;[4][5]
- дипломних проектів та дипломних робіт;[6]
- курсових проектів та курсових робіт;[7]
- публікацій, що подаються до наукових видань[8] тощо.

Стандарт може бути застосовано в усіх сферах наукової діяльності, зокрема під час оформлення дисертацій, складання звітів за етапи та річних звітів за різними напрямами науково-технічної діяльності, посібників, підручників тощо.[неавторитетне джерело]
Положення і вимоги стандарту включають у освітні програми та навчальні курси, зокрема у освітнє середовище Moodle.[неавторитетне джерело]